# الثيران العشرة

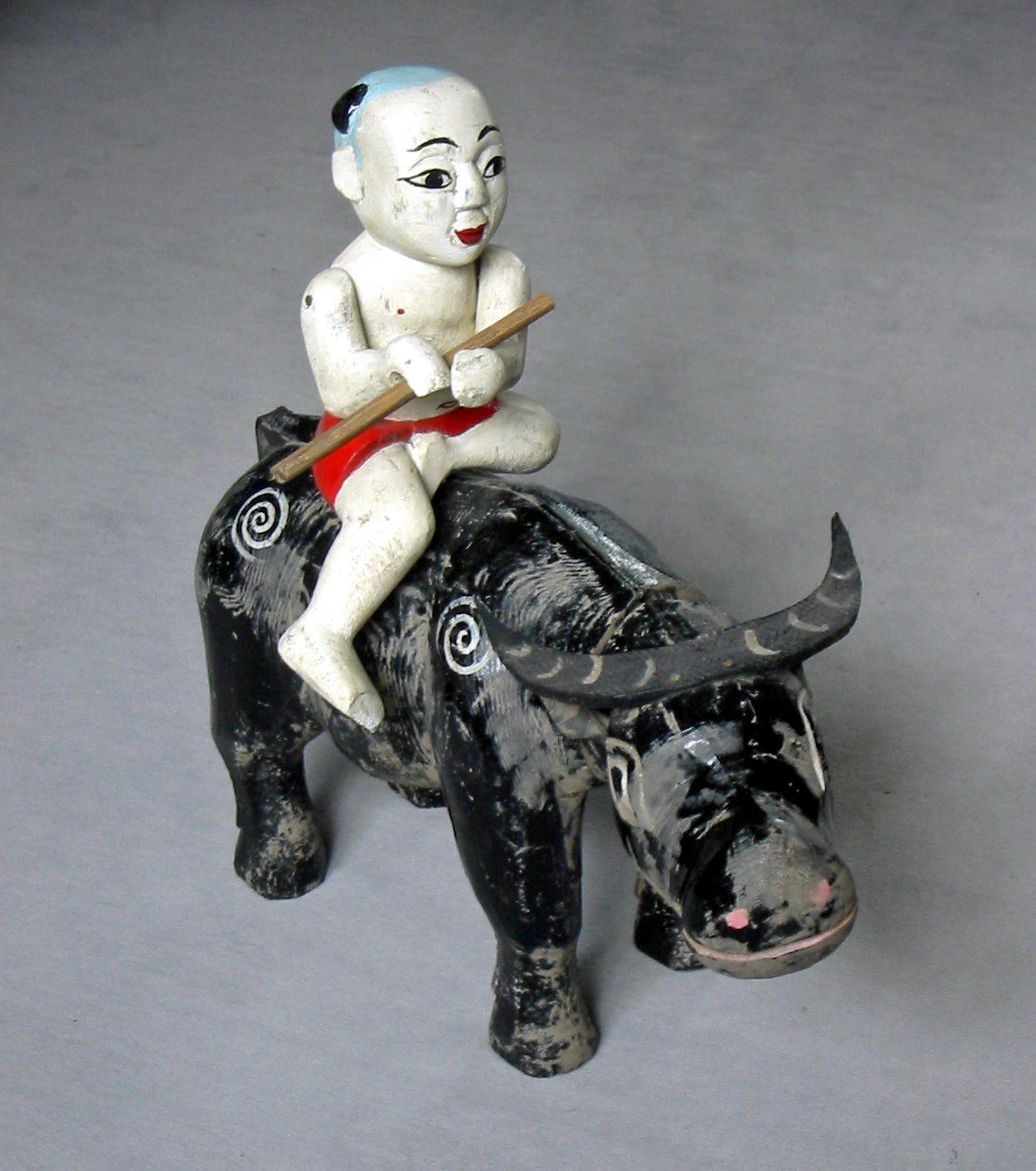
دمية الماء الفيتنامية تصورأحد مشاهد الحكمة القصصية.

الثيران العشرة (十牛; الصينية: shíniú' اليابانية: jūgyū, الكورية: sipwoo) هي عبارة عن سلسلة من القصائد القصيرة تصاحبها رسومات مستخدمة في تقاليد الزن لوصف مراحل التقدم للممارس نحو طريقة للتنوير ومن ثم عودته إلى المجتمع لنشر الحكمة والرحمة.

## الثيران العشرة كما وردت في كوان شيوان

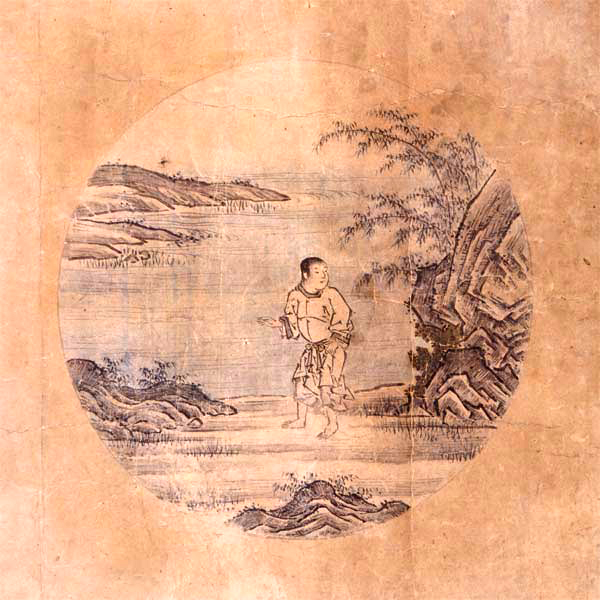
1. في البحث عن الثور
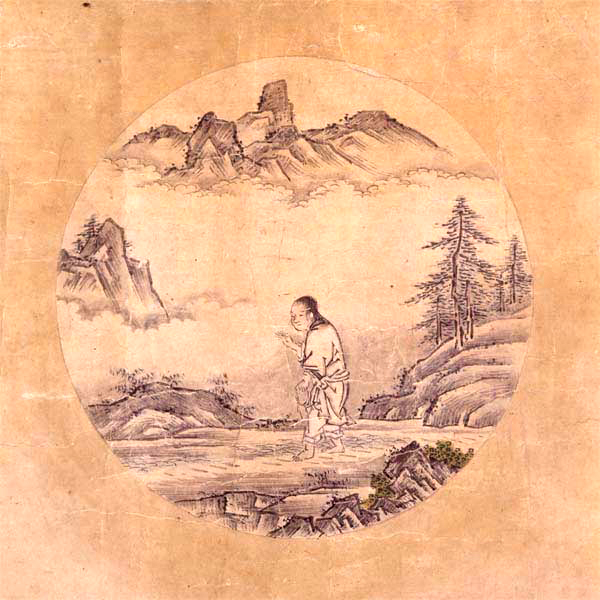
2. العثور على أثار حوافر الثور
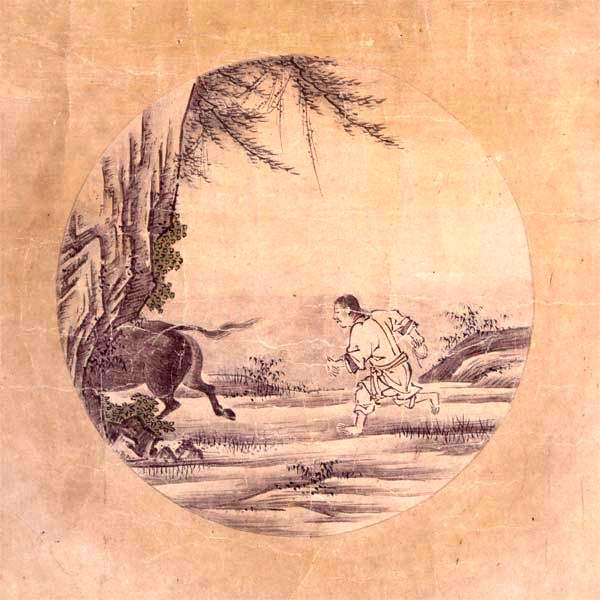
3. إدراك سمع الثور لعندلة العندليب
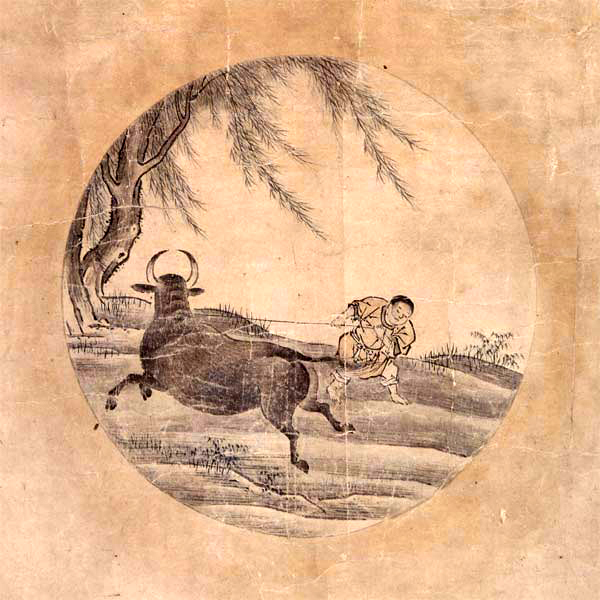
4. الإمساك بالثور
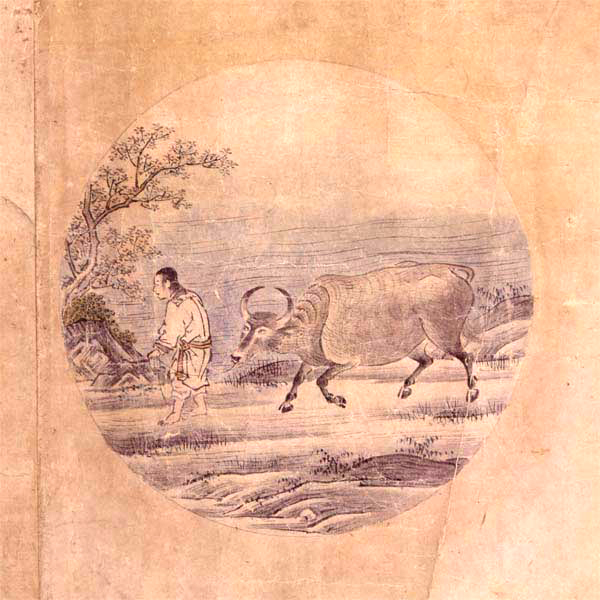
5. ترويض الثور
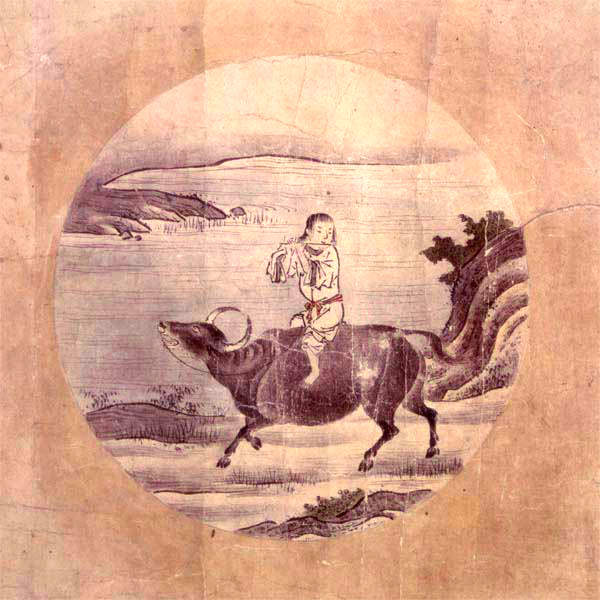
6. ركوب الثور والعودة للوطن
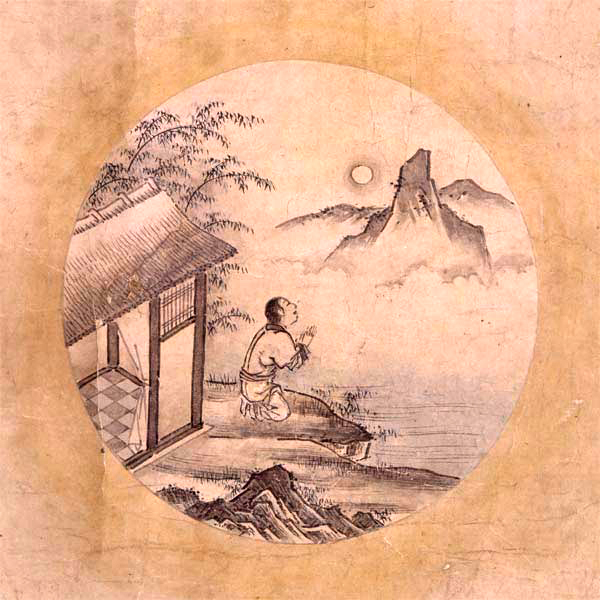
7. ضياع الثور
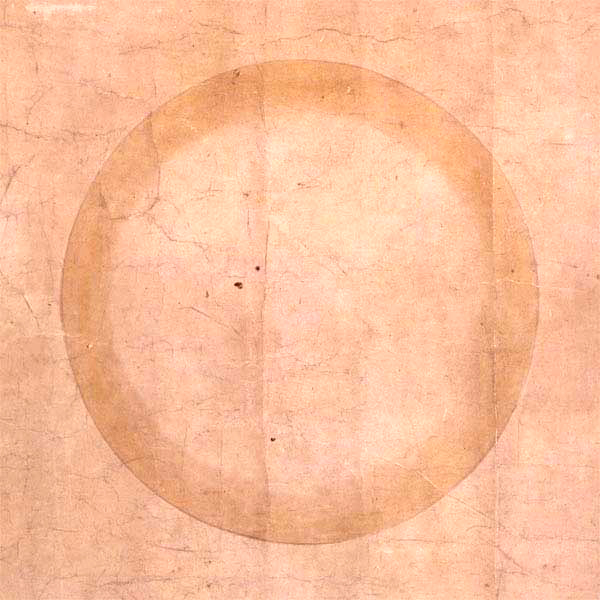
8. ضياع نفسي والثور
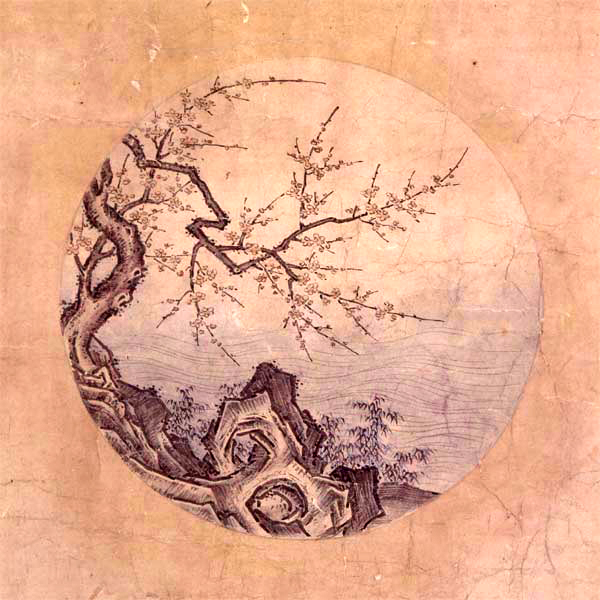
9. الوصول للمصدر
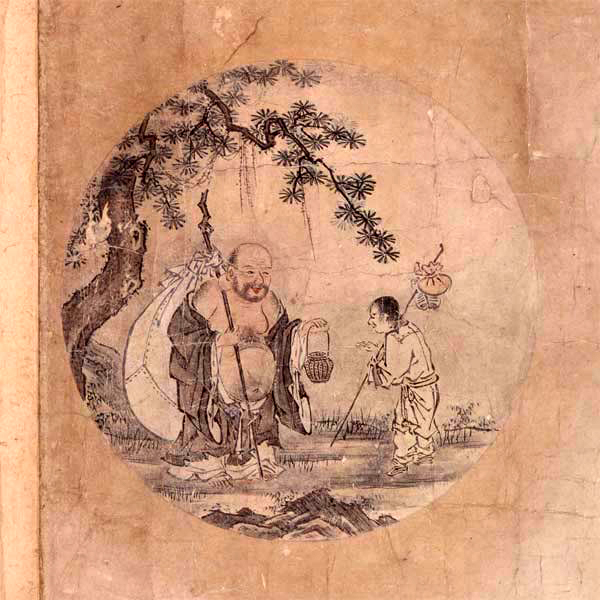
10. الرجوع للمجتمع

### ويب-مصادر
1. Venerable Chi Kwang Sunim, Ten Bulls, Ten Bhumis, Buddhist Summer Scholl 2013 نسخة محفوظة 04 مارس 2016 على موقع واي باك مشين.
2. Dharma Fellowship, Deepening Calm-Abiding - The Nine Stages of Abiding نسخة محفوظة 24 مارس 2018 على موقع واي باك مشين.
3. Dharma Fellowship, Deepening Calm-Abiding - The Nine Stages of Abiding نسخة محفوظة 24 مارس 2018 على موقع واي باك مشين.
4. Reverend Eshin, Ten Oxherding Pictures نسخة محفوظة 02 مارس 2018 على موقع واي باك مشين.
5. 廓庵《十牛圖頌》考：從牧牛圖頌談起 نسخة محفوظة 3 مارس 2016 على موقع واي باك مشين.
6. Skyflower Dharmacenter, Mahamudra Tranquility and Insight نسخة محفوظة 04 مارس 2016 على موقع واي باك مشين.
7. D.T. Suzuki, The Ten Oxherding Pictures نسخة محفوظة 07 يناير 2017 على موقع واي باك مشين.
8. Piya Tan (2004), The Taming of the Bull. Mind-training and the formation of Buddhist traditions, dharmafarer.org نسخة محفوظة 16 فبراير 2020 على موقع واي باك مشين.
9. terebess, Five Oxherding Verses نسخة محفوظة 03 مارس 2016 على موقع واي باك مشين.
10. therebess, Harada Shōdō commentary نسخة محفوظة 04 مارس 2016 على موقع واي باك مشين.
11. Terebess Online, Oxherding Pictures Index نسخة محفوظة 27 أغسطس 2017 على موقع واي باك مشين.
12. Terebess Asia Online, Three Oxherding Versions Compared نسخة محفوظة 03 سبتمبر 2016 على موقع واي باك مشين.